# ボホロディチネ
ボホロディチネ (ウクライナ語: Богоро́дичне; ロシア語: Богородичное, ボゴロディクネ) は、ウクライナ東部ドネツィク州のクラマトルシク地区 （かつてはスラヴャンスク地区）の村である。人口は794人。

## 地理
ボホロディチネ村は、ドネツィクのスイスと呼ばれる風光明媚なスヴャトヒルシク・フロマーダに属している。